# Río Eo
Río Eo este o arie protejată (arie specială de conservare — SAC, sit de importanță comunitară — SCI) din Spania întinsă pe o suprafață de 982,06 ha, din care 12 % marine.

## Localizare
Centrul sitului Río Eo este situat la coordonatele 43°31′15″N 7°02′44″W / 43.5208°N 7.0455°V.

## Înființare
Situl Río Eo a fost declarat sit de importanță comunitară în decembrie 1997 pentru a proteja 2 specii de plante și 47 de specii de animale. Situl a fost protejat și ca arie specială de conservare în martie 2014.

## Biodiversitate
Situată în ecoregiunile atlantică și marină Atlantică, aria protejată conține 30 de habitate naturale: Pășuni atlantice udate de apa mării (Glauco-Puccinellietalia maritimae), Roci stâncoase cu vegetație pionieră de Sedo-Scleranthion sau Sedo albi-Veronicion dillenii, Pajiști uscate europene, Salicornia și alte specii anuale care populează regiunile mlăștinoase și nisipoase, Păduri aluvionare cu Alnus glutinosa și Fraxinus excelsior (Alno-Padion, Alnion incanae, Salicion albae), Păduri de stejar galițio-portugheze cu Quercus robur și Quercus pyrenaica, Cursuri de apă de la nivel de câmpie la nivel montan, cu vegetație Ranunculion fluitantis și Callitricho-Batrachion, Vegetație anuală la limita mareei, Matorral arborescenți cu Laurus nobilis, Golfuri mici largi și golfuri puțin adânci, Dune mobile cu vegetație embrionară, Izvoare petrifiante cu formare de travertin (Cratoneurion), Fânețe de joasă altitudine (Alopecurus pratensis, Sanguisorba officinalis), Pajiști cu Molinia pe soluri calcaroase, turboase sau argilos-nămoloase (Molinion caeruleae), Liziere de ierburi înalte hidrofile de câmpie și de nivel montan până la alpin, Dune mobile de-a lungul țărmului cu Ammophila arenaria („dune albe”), Peșteri marine scufundate complet sau parțial, Recifuri, Pajiști uscate atlantice de coastă cu Erica vagans, Faleze cu vegetație de pe coastele atlantice și baltice, Pante stâncoase silicioase cu vegetație casmofită, Pajiști umede mediteraneene cu ierburi înalte de Molinio-Holoschoenion, Tufărișuri halofile mediteraneene și termo-atlantice (Sarcocornetea fruticosi), Pseudostepă cu ierburi și specii anuale de Thero-Brachypodietea, Bancuri de nisip acoperite în permanență slab de apă marină, Râuri cu maluri nămoloase cu vegetație de Chenopodion rubri p.p. și Bidention p.p., Păduri de Castanea sativa, Terase mlăștinoase și terase nisipoase neacoperite de apă la reflux, Estuare, Mlaștini calcaroase cu Cladium mariscus și specii de Caricion davallianae.
La baza desemnării sitului se află mai multe specii protejate:
- plante (2): Trichomanes speciosum, Woodwardia radicans
- păsări (29): pescăruș albastru (Alcedo atthis), rață sulițar (Anas acuta), rață pitică (Anas crecca), rață fluierătoare (Anas penelope), rață mare (Anas platyrhynchos), rață pestriță (Anas strepera), stârc cenușiu (Ardea cinerea), rață-cu-cap-castaniu (Aythya ferina), fugaci de țărm (Calidris alpina), prundaș gulerat mare (Charadrius hiaticula), chirighiță neagră (Chlidonias niger), egretă mică (Egretta garzetta), șoim călător (Falco peregrinus), lișiță (Fulica atra), cufundar polar (Gavia arctica), cufundar mare (Gavia immer), scoicar (Haematopus ostralegus), pescăruș-cu-cap-negru (Larus melanocephalus), sitar de mal nordic (Limosa lapponica), culic mare (Numenius arquata), cormoran mare (Phalacrocorax carbo), Phalacrocorax carbo sinensis, bătăuș (Philomachus pugnax), lopătar (Platalea leucorodia), ploier auriu (Pluvialis apricaria), ploier argintiu (Pluvialis squatarola), chiră de baltă (Sterna hirundo), chiră de mare (Sterna sandvicensis), nagâț (Vanellus vanellus)
- amfibieni (1): Discoglossus galganoi
- mamifere (4): Galemys pyrenaicus, vidră de râu (Lutra lutra), liliac comun (Myotis myotis), liliacul mic cu potcoavă (Rhinolophus hipposideros)
- nevertebrate (7): Austropotamobius pallipes, Coenagrion mercuriale, Elona quimperiana, Geomalacus maculosus, rădașcă (Lucanus cervus), Margaritifera margaritifera, Oxygastra curtisii
- pești (4): Alosa alosa, Petromyzon marinus, Pseudochondrostoma duriense, somonul (Salmo salar)
- reptile (2): Iberolacerta monticola, Lacerta schreiberi

Pe lângă speciile protejate, pe teritoriul sitului au mai fost identificate 1 specie de mamifere, 3 specii de reptile.